# Voluiak, Sofia-capitala
Voluiak (în bulgară Волуяк) este un sat în comuna Stolicina, regiunea Sofia-capitala,  Bulgaria. 

## Demografie
Componența etnică a satului Voluiak
     Bulgari (95,23%)
     Nicio identificare (3,87%)
     Altele (1,01%)
La recensământul din 2011, populația satului Voluiak era de 3.043 locuitori. Din punct de vedere etnic, majoritatea locuitorilor (95,23%) erau bulgari. Pentru 3,87% din locuitori nu este cunoscută apartenența etnică.